# Charles François Joseph de Lamy
Pour les articles homonymes, voir Lamy.
Charles François Joseph de Lamy, né le 9 janvier 1736 à Charleroi (Belgique), mort le 9 septembre 1809 à Charleroi (Belgique), est un général belge de la Révolution française.

## États de service
Il entre en service en 1750, comme volontaire dans l’arme du génie, il passe enseigne le 6 mai 1760, sous-lieutenant le 20 avril 1761, lieutenant ingénieur le 16 mai 1764, et capitaine lieutenant le 24 mars 1773. Le 12 février 1778, il devient capitaine en pied, et major le 10 décembre 1789.
Le 2 juillet 1790, le congrès de Belgique, le nomme colonel directeur du corps du génie, et en novembre 1790, maréchal de camp.
Le 4 octobre 1792, il entre au service de la France par arrêté des représentants à l’armée du Nord comme chef de bataillon du génie. Il est nommé chef de brigade le 30 octobre 1792, par le général Dumouriez, et il est confirmé dans son grade le 24 mai 1793.
Il est promu général de brigade provisoire le 3 septembre 1793, par les représentants Trullard et Berliet, confirmé le 22 du même mois. Il commande le génie à l’armée d’Italie, et il est mis en congé de réforme le 13 juin 1795.
Admis au traitement de réforme le 16 octobre 1798, il se retire à Charleroi, où il meurt le 9 septembre 1809.

## Sources
- (en) « Generals Who Served in the French Army during the Period 1789 - 1814: Eberle to Exelmans »
- Étienne Charavay, Correspondance général de Carnot, tome 3, imprimerie Nationale, 1897, p. 11.